# Институт за међународну политику и привреду
Институт за међународну политику и привреду (ИМПП) у Београду представља научни институт — установу у области друштвених наука која обавља научноистраживачку делатност од општег интереса за Републику Србију.
Институт се бави систематским проучавањем  процеса и појава на плану међународне политике и привреде, укључујући и безбедносне и правне аспекте међународних односа, који су од интереса за положај и спољну политику државе. Институт спроводи основна и примењена истраживања на пољу политичких, економских и правних аспеката међународних односа. Деценијама уназад, Институт обезбеђује експертизу државним органима са спољнополитичким надлежностима, неопходну за ваљано креирање и формулисање стратегијских праваца у успостављању и развоју политичких и економских односа са иностранством. На тај начин, Институт непосредно или посредно учествуje у креирању спољне политике државе.
Богата истраживачка традиција Института огледа се и у плодној научно-издавачкој делатности. У издању Института, до сада је објављено више од 700 књига, монографија, зборника и докумената. Институт данас објављује четири научна часописа који уживају углед у земљи и иностранству. Такође, Институт поседује једну од највећих специјализованих и депозитарних библиотека у области међународних односа у региону, која обухвата званичну документацију УН, ЕУ, НАТО и других глобалних и регионалних међународних организација.
Институт годинама уназад остварује тесну сарадњу са Министарством науке, технолошког развоја и иновација Републике Србије.  Институт тренутно реализује пројекат „Србија и изазови у међународним односима 2025. године”, Министарства науке, технолошког развоја и науке Републике Србије.
Институт обухвата пет научно-истраживачких центaра: Центар за суседство и Средоземље, Центар за евроазијске студије, Центар за евроатлантске студије, Центар за међународно право и економију, Центар за студије „Појаса и Пута”.

## Историјат
Институт за међународну политику и привреду основан је 8. децембра 1947. године (Уредба о оснивању Института за међународну политику и привреду,„Службени лист ФНРЈ“, бр.107/1947), кao један од најстаријих научних института у Југоисточној Европи. Од мале групе истраживача која је поставила темеље југословенске науке о међународним односима, ИМПП је временом прерастао у једну од најугледнијих научних институција у тој области у Европи.
Од оснивања, Институт непрекидно ради на задацима научног проучавања процеса и појава у области међународне политике и привреде, стварајући тиме истраживачку  основу за дефинисање спољнополитичких приоритета земље.
У бившој Југославији, Институт за међународну политику и привреду је био статусно повезан са савезним органима који су утврђивали и спроводили државну спољну политику (Закон о Институту за међународну политику и привреду, „Службени лист СФРЈ“, бр. 11/1974; Уредба о савезној јавној установи Институт за међународну политику и привреду,„Службени лист СРЈ“, бр. 11/1997, 5/2002).
Након распада југословенске федерације, Институт је престао да функционише као установа од савезног значаја.
Одлуком Владе Србије о вршењу оснивачких права у јавним предузећима, јавним установама и организацијама у којима је оснивачка права имала СР Југославија, („Службени гласник Републике Србије“, бр. 49/2006), Институт је прешао у надлежност Владе Републике Србије – ресорног Министарства за науку (Закон о научноистраживачкој делатности,„Службени гласник Републике Србије“, број 110/2005,  50/2006 — испр. и 18/2010).
Током дуге истраживачке праксе, Институт је најтешњу сарадњу остварио са Министарством спољних послова. Већи број дипломата и званичника за дипломатску и друге важне службе које се баве међународним односима, потекао је из Института. ИМПП је одувек, непосредно или посредно, учествовао у креирању спољне политике, због чега се значајно разликовао и даље се разликује од других института у земљи.

### Реализовани пројекти
- Допринос модерним партнерствима: процена односа Србије са ЕУ и Кином (COMPASS)[3]
- Србија и изазови у међународним односима 2020-2025. године[4].
- Србија у савременим међународним односима: стратешки правци развоја и учвршћивања положаја Србије у међународним интегративним процесима – спољнополитички, међународни економски, правни и безбедносни аспекти; (2011-2019); Министарство просвете, науке и технолошког развоја Републике Србије
- Утицај политике условљавања ЕУ на права мањина и заштиту у Словачкој и Србији;  (2011- март 2013); Министарство науке Владе Републике Словачке и Министарство просвете и науке Републике Србије у оквиру међудржавне сарадње
- Расправа о европској будућности Србије: глас цивилног друштва у процесу доношења одлука; (јул 2010- април 2011); Делегација ЕУ у Србији, у оквиру пројеката у области „Јачање дијалога између организација цивилног друштва Србије и ЕУ”.
- Србија и савремени свет: перспективе и путеви учвршћивања спољнополитичког, безбедносног и спољноекономског положаја Србије у савременим процесима у међународној заједници; (2006-2010); Министарство за науку и технолошки развој Републике Србије
- Западни Балкан: регонални одговор на питање визне либерализације; 2006.год; у сарадњи са Европским покретом у Србији и Групом 484
- Стручно превођење терминологије Европске уније; 2005.год.
- Водич кроз право Европске уније; 2005.год; Европска агенција за обнову и развој, Канцеларија Савета министара Србије и Црне Горе за ЕУ, Министарство науке Републике Србије и Фонд за отворено друштво
- Стратегијске одреднице транзиције Србије у савременим међународним политичким и економским процесима; (2001- 2005); Министарствао за науку и технолошки развој Републике Србије.

## Области истраживања
Србија у међународним односима
- Међународни положај Републике Србије у контексту глобалних и регионалних интереса најзначајнијих актера међународних односа
- Билатерални и мултилатерални дипломатски односи Србије и њено учешће у раду међународних организација;
- Спровођење транзиционе реформе у контексту трансатлантских и евроазијских интеграциј
- Спољна политика и економска политика Србије као одговори на изазове глобализације

Глобални међународни односи и безбедност
- Развој међународних односа у доба после Хладног рата – политичка, војна и економска димензија
- Спољна политика великих и регионалних сила
- Нови глобални изазови и претње традиционалној и тзв. мекој безбедности и међународне иницијативе за решавање безбедносних проблема
- Развој институционализације међународних односа у 21. веку, са посебним фокусом на реформу Уједињених нација и примену концепта управљања на више нивоа;

Развој међународног права
- Развој међународног јавног права и његова кодификација од стране Уједињених нација и других међународних организација
- Правни систем Уједињених нација и других међународних организација
- Право Европске уније
- Решавање међународних спорова
- Међународноправно регулисање заштите животне средине
- Развој међународног приватног права

Светска економија
- Стратешки правци развоја глобалних економских токова и међународних економских односа, као и глобалних трендова у развоју трговине, финансија, технолошког развоја и информатике
- Регионални економски развој
- Односи Север-Југ
- Глобална и регионална економска сарадња
- Развој међународних финансијских организација
- Економска дипломатија

Европске студије
- Политички, економски, друштвени, културни и религијски развој у европским земљама узетим појединачно и у Европи као целини
- Паневропски интеграциони процеси, са посебним фокусом на развој институционалног оквира у виду Савета Европе, ОЕБС-а итд
- Функционисање политичког система Европске уније и отворена питања даљег проширења и продубљавања наднационалне интеграције
- Напредовање Србије ка чланству у Европској унији и усклађивање домаћег правног система са правним наслеђем Уније

Регионална сарадња
- Билатерални односи Републике Србије са суседним земљама
- Политички и економски положај Републике Србије на Балкану
- Билатерална и мултилатерална сарадња на Балкану
- Мултилатералне иницијативе за сарадњу у југоисточној Европи, Подунављу и црноморском басену
- Регионална сарадња на територији бившег СССР-а, у Северној и Јужној Америци, Азији и Африци

## Часописи Института
ИМПП издаје часописе:
- Међународни проблеми (International Problems)[5]
- Међународна политика[6]
- Тhе Review of International Affairs[7]
- Европско законодавство (European Union Legislation)[8]

## Признања
- Указом председника Републике Србије број КОПР 19 од 9. фебруара 2017. године за нарочите заслуге и допринос у проучавању међународних односа, а поводом 70 година постојања, Институт за међународну политику и привреду одликован је Сретењским орденом.
- Институт је, као једина научна установа из области друштвено-хуманистичких наука у Србији,  добио Захвалницу за допринос ефикасној борби Републике Србије са болешћу Covid-19 узроковане вирусом SARS-Cov-2. Институту је Захвалницу уручила председница Владе Републике Србије, госпођа Ана Брнабић, 22. маја 2020. године.
- У поводу 75 година од оснивања Института за међународну политику и привреду, Јавно предузеће „Пошта Србије“ објавило је, 2022. године, јубиларну поштанску марку.
- Институт за међународну политику и привреду добитник је Светосавске награде, најугледнијег друштвеног признања Републике Србије за допринос просвети и науци, за 2022. годину[9].

## Међународна сарадња
Међународна сарадња представља веома значајан део институтских активности. У претходном периоду, Институт је успоставио сарадњу са бројним истраживачким, универзитетским и другим научним институтима и центрима у свету. Сарадњом је обухваћена организација и учешће у раду међународних научних конференција и скупова, научних форума, округлих столова и радионица. Међународна сарадња обухвата и посете, студијске боравке и предавања истраживача Института у еминентним научним и образовним институцијама у иностранству, као и предавања истакнутих научника, експерата и политичара из иностранства у Институту.
Институт је претходним деценијама остварио успешну размену својих публикација са великим бројем страних научних институција и библиотека.
Од значаја за даљи развој међународне сарадње јесте и организација амбасадорских форума, на којима излажу највиши дипломатски представници страних држава у Републици Србији.
У претходном периоду, сарадници Института дали су велики допринос развоју међународне сарадње кроз учешће у експертским државним тимовима или кроз учешће у раду стручних тела и органа међунардоних организација (нпр. у Генералној скупштини УН, Специјалном комитету УН за проучавање принципа међународног права о пријатељским односима, у Комисији за међународно право, Међународном удружењу за међународно право, ECOSOC, GATT, UNESCO, FAO, и др.).
У оквиру међународне сарадње, Институт придаје велики значај активностима које се односе на унапређење регионалне сарадње. У том смислу, последњих деценија ИМПП је дао велики допринос развоју билатералне и мултилатералне научне сарадње у подручју Балкана. ИМПП развија интердисциплинарна истраживања која су у функцији побољшања односа Републике Србије са суседним земљама. Такође, Институт проучава могућности унапређења сарадње у оквиру регионалних иницијатива у југоисточној Европи, Подунављу, и у басену Црног мора.
У проучавању међурегионалних иницијатива које повезују подручја држава с различитих континената, посебно место има институтски Центар за управљање научним пројектима у формату сарадње "Кина-ЦИЕЗ" кинеске иницијативе "Појас и пут".
У циљу унапређења политичког, економског и културног статуса националних мањина, заштите националне и културне баштине, националног и културног идентитета у региону, Институт више година уназад организује међународне научне скупове.

## Организација Института за међународну политику и привреду
- Управни одбор[10]
- Управа[11]
- Истраживачи[12]
- Стручни послови[13]

## Библиотечко-информациони центар
Институт поседује једну од највећих специјализованих библиотека у области међународних односа у региону. Библиотечко-информациони центар Института поседује више од 150.000 наслова књига, часописа и докумената. Библиотека је депозитар службене документације УН, Европске уније и НАТО ѕа Србију. 
Основни фондови Библиотеке су:
а) Фонд књига, часописа и приручника;
б) Центар за европску документацију (Фонд Европске уније);
в) Документација Уједињених нација и специјализованих агенција и других међународних организација;
г) Документација НАТО.
Библиотечко-информациони центар укључује три базе података: а) База података књижног фонда б) База података за европску документацију в) База података за документацију Уједињених нација.
Депозитарна библиотека УН представаља јединствену специјализовану библиотеку у региону Југоисточне Европе. Депозитарни фонд је састављен од  штампаних материјала главних органа УН и специјализованих агенција и тела УН.
Библиотечко-информациони центар је повезан са електронским базама великих светских библиотека и документационих центара. Такође, центар поседује дугогодишњу сарадњу у области размене публикација са више угледних научних института и факултета у свету. Међу познатијим часописима из области међународних односа који се могу пронаћи у институској библиотеци су и: Southeast European and Black Sea Studies, American Journal of International Law, Foreign Affairs, Economie et Statistique, Foreign Policy Review, International Politik, The International Spectator, Politique étrangère, Social Science Japan Journal, Südost-Europa...

## Директори
Актуелни директор Института за међународну политику и привреду- Проф. др Бранислав Ђорђевић
Директори Института за међународну политику и привреду
у претходном периоду:
- Милан БАРТОШ (1947—1949)
- Иван КАРАИВАНОВ (1949—1951)
- Вилко ВИНТЕРХАЛТЕР (1951)
- Радивоје ДАВИДОВИЋ (1952—1953)
- Јован МАРИНОВИЋ (1954—1955)
- Влајко БЕГОВИЋ (1955—1958)
- Јанез СТАНОВНИК (1958—1962)
- Лео МАТЕС (1962—1972)
- Милан ШАХОВИЋ (1972—1977)
- Божидар ФРАНГЕШ (1977—1985)
- Милан ШАХОВИЋ (1985—1988)
- Јокица ХАЏИ ВАСИЛЕВА (1988—1989)
- Предраг СИМИЋ (1989—1997)
- Миленко КРЕЋА (1997—2000)
- Ватрослав ВЕКАРИЋ (2000—2005)
- Александар ФАТИЋ (2005—2006)
- Едита СТОЈИЋ-КАРАНОВИЋ (2007—2008)
- Душко ДИМИТРИЈЕВИЋ (2009—2014)
- Бранислав ЂОРЂЕВИЋ (2015-)